# کایل ری
کایل رِی (انگلیسی: Kyle Rae) مشاور و سیاستمدار پیشین اهل کشور کانادا است. وی از سال ۱۹۹۱ تا ۲۰۱۰ عضو شورای شهر تورنتو بوده است. کایل ری همجنسگرا است و از حقوق همجنسگرایان حمایت می‌کند.